# معنيت (الرجم)

تعديل مصدري - تعديل

معنيت هي إحدى قرى عزلة البشاري بمديرية الرجم التابعة لمحافظة المحويت، بلغ تعداد سكانها 721 نسمة حسب تعداد اليمن لعام 2004.